# Герб Нерюнгри
Герб города Нерюнгри Нерюнгринского района Республики Саха (Якутия),

## Описание герба
Описание герба: «В лазоревом (синем, голубом) поле три выходящих золотых коновязи в виде резных столбов, из которых средний — выше, водруженных деревянными кубками — чоронами, сопровождаемые вверху и по сторонам пятью золотыми рыбами (хариусами), уложенными в кольцо по ходу солнца и обрамленными сверху семью серебряными якутскими алмазами (фигурами в виде поставленных на угол квадратов, каждый из которых расторгнут на шесть частей: накрест и наподобие двух сходящихся по сторонам стропил)».
Обоснование символики герба города: Герб города Нерюнгри и Нерюнгринского района един и многозначен: все фигуры герба аллегорически отражают географические, исторические, социально-экономические, культурные, национальные особенности района.
Название город получил по реке Нерюнгри, что в переводе с эвенкийского означает «хариусная», «тысяча хариусов», «много рыбы», что в гербе показано золотыми рыбами — уложенными в кольцо по ходу солнца. Символика рыб неотделима от символики воды и означает всеобщее обновление природы.
Древнейшие сведения о территории ученые почерпнули на основании археологических находок на открытой ими стоянке древних людей — возраст остатков поселений неолитических племен насчитывает порядка трех тысяч лет. Коренные жители Южной Якутии издревле занимались оленеводством, коневодством, скотоводством, — это в композиции герба аллегорически показано коновязями — сэргэ.
Коновязь (столб) — символ надежности, постоянства.
Золото символизирует богатство, справедливость, уважение, великодушие.
Синее поле герба аллегорически показывает красоту природы, а также символизирует честь, славу, преданность, истину, красоту, добродетели.
Алмазы в особой стилизации, аналогичной их стилизации в Государственном гербе Республики Саха (Якутия), обозначают административно-территориальную принадлежность муниципального образования к Республике Саха (Якутия).
Таким образом, герб Нерюнгринского района является «гласным», что в геральдике считается одним из классических приемов разработки герба.
Авторская группа: Авторы герба: Сергей Нефедьев, Василий Старцев, Игорь Макарьев (все Нерюнгри);
Доработка: Константин Моченов (Химки);
Компьютерный дизайн: Сергей Исаев (Москва).
Утвержден решением Муниципального Совета Нерюнгринского района от 10 ноября 2004 года № 5-13
Внесен в Государственный геральдический регистр Российской Федерации под № 1699

## История герба

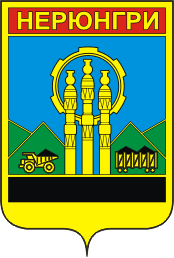
Герб (1984)

Первый герб города утвержден в 1984 году: на геральдическом щите изображены угольный пласт, самосвал, вагонетка, коновязи и шестерня над ними; на плашке герба надпись Нерюнгри.
Существовали несколько проектов герба города в значковом варианте. На одном из них: Щит четверочастный. В первой части изображен самосвал БелАЗ, во второй — ель, в третьей — олень, в четвертой — вагонетка. На плашке проекта герба надпись «Нерюнгри».

Второй проект герба Нерюнгри (по значку т. н. «якутской серии») имел следующее описание: в лазоревом поле с черной оконечностью на фоне четырех зеленых гор две серебряные коновязи, сопровождаемые вверху разомкнутой снизу серебряной же шестерней, справа — черной вагонеткой, слева — серебряным самосвалом. В лазоревой главе серебряный бегущий северный олень, сопровождаемый по сторонам таковыми же снежинками.
Ныне существующий герб Нерюнгри и Нерюнгринского района вызвал критику и практически открытый протест местного населения, но решения о его изменении принято не было.